# もんだらけ
『もんだらけ』は、1996年3月29日にリリースされたTHE GATESの1枚目のアルバムである。

## 解説
全ての曲が1つのストーリーになっているため、ライブでは、アルバム通りの曲順で演奏されアンコールで洋楽カバーを演奏していた。
『もんだらけ』という名前は、その後立ち上げたレーベル【mondarake】と英語表記にしたものが使用され、安東由美子がTHE GATESとユニットを組んだ際には【安だらけ】という名義で活動するなどアルバム名を文字り引用したりていた。

## 収録曲
| 全編曲: THE GATES。 |                                                  |      |      |
| #                   | タイトル                                         | 作詞 | 作曲 |
| 1.                  | 「The Gates Part I」                             |      |      |
| 2.                  | 「そして彼が生まれた」                           |      |      |
| 3.                  | 「すごい」                                       |      |      |
| 4.                  | 「ステューペッドの不安」                         |      |      |
| 5.                  | 「水の中へ」                                     |      |      |
| 6.                  | 「水槽を持った彼の不安」                         |      |      |
| 7.                  | 「あの通りだったっけ?」                          |      |      |
| 8.                  | 「全裸を許さない頭の社会に対するカラダ達の反抗」 |      |      |
| 9.                  | 「The Gates Part II」                            |      |      |

## 楽曲解説
1. The Gates Part I
2. そして彼が生まれた
3. すごい
2013年3月に1stシングル『THE GATESの1枚目のシングル』に別バージョンで収録された。
4. ステューペッドの不安
2013年3月に1stシングル『THE GATESの1枚目のシングル』に別バージョンで収録された。
5. 水の中へ
6. 水槽を持った彼の不安
7. あの通りだったっけ?
8. 全裸を許さない頭の社会に対するカラダ達の反抗
この楽曲は渡辺と田口が学生時代に笠浩二らと活動していたバンド『ステーション』の楽曲『もしもおまえが天使なら』が元になっている。
9. The Gates Part II